# 綠川

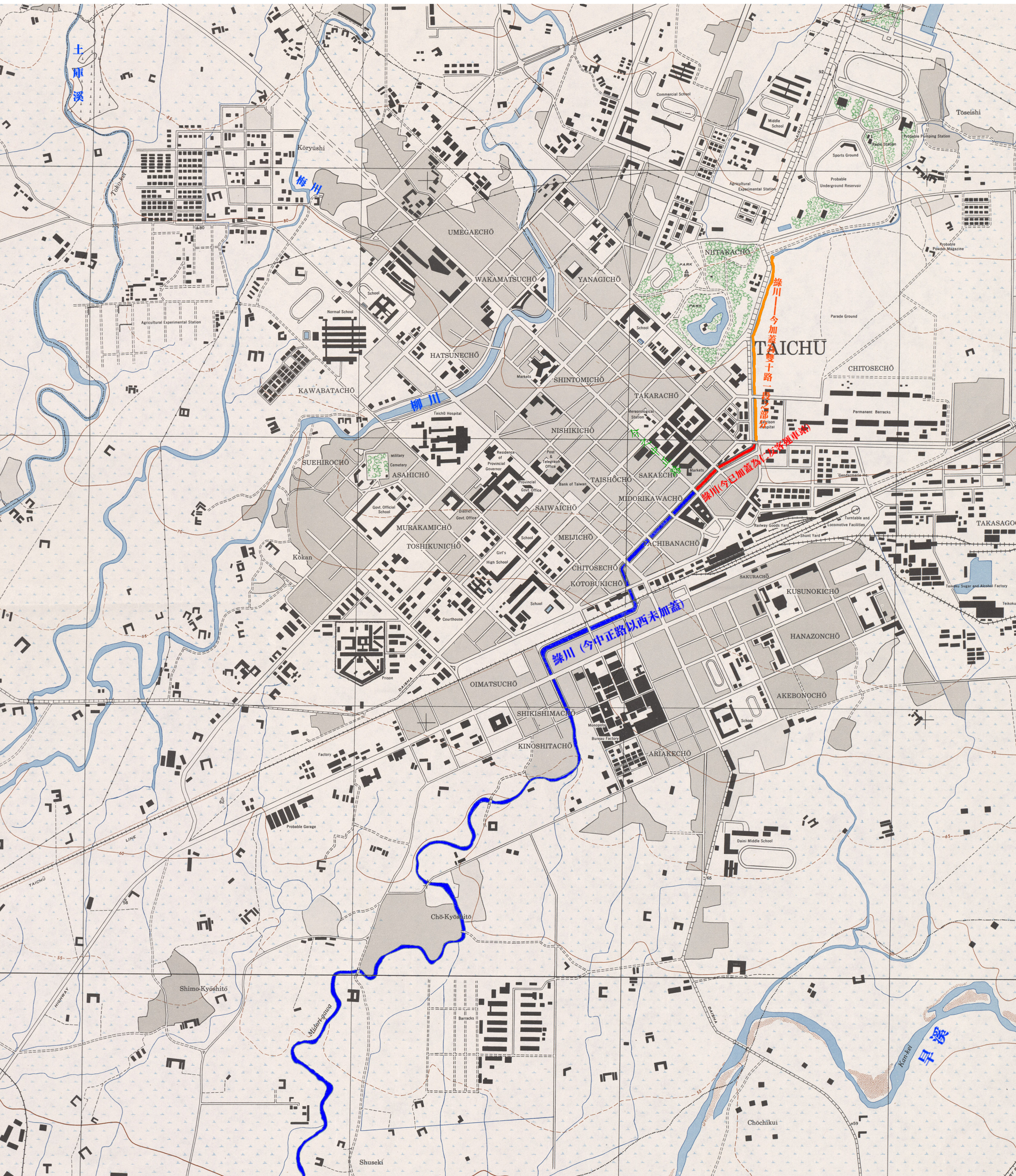
日治時代末期之台中市地圖，圖中所示「Midori-gawa」（日語羅馬字）即為綠川。藍色為未被加蓋的綠川，紅色為已加蓋成轉運站（已於2017年掀蓋），橘色為加蓋成雙十路一部份道路之用

綠川，原名無名溪、新盛溪、臺中溪等，為台灣台中市中心四條主要河川之一，與柳川、梅川、麻園頭溪並列其名。綠川是台中市人文發源地，最早歷史起於清代，乃因綠川流經台中盆地所形成低窪平原，一些葫蘆墩居民長居於此，現今台中公園一帶發展出市街。

## 簡介

### 日治時期

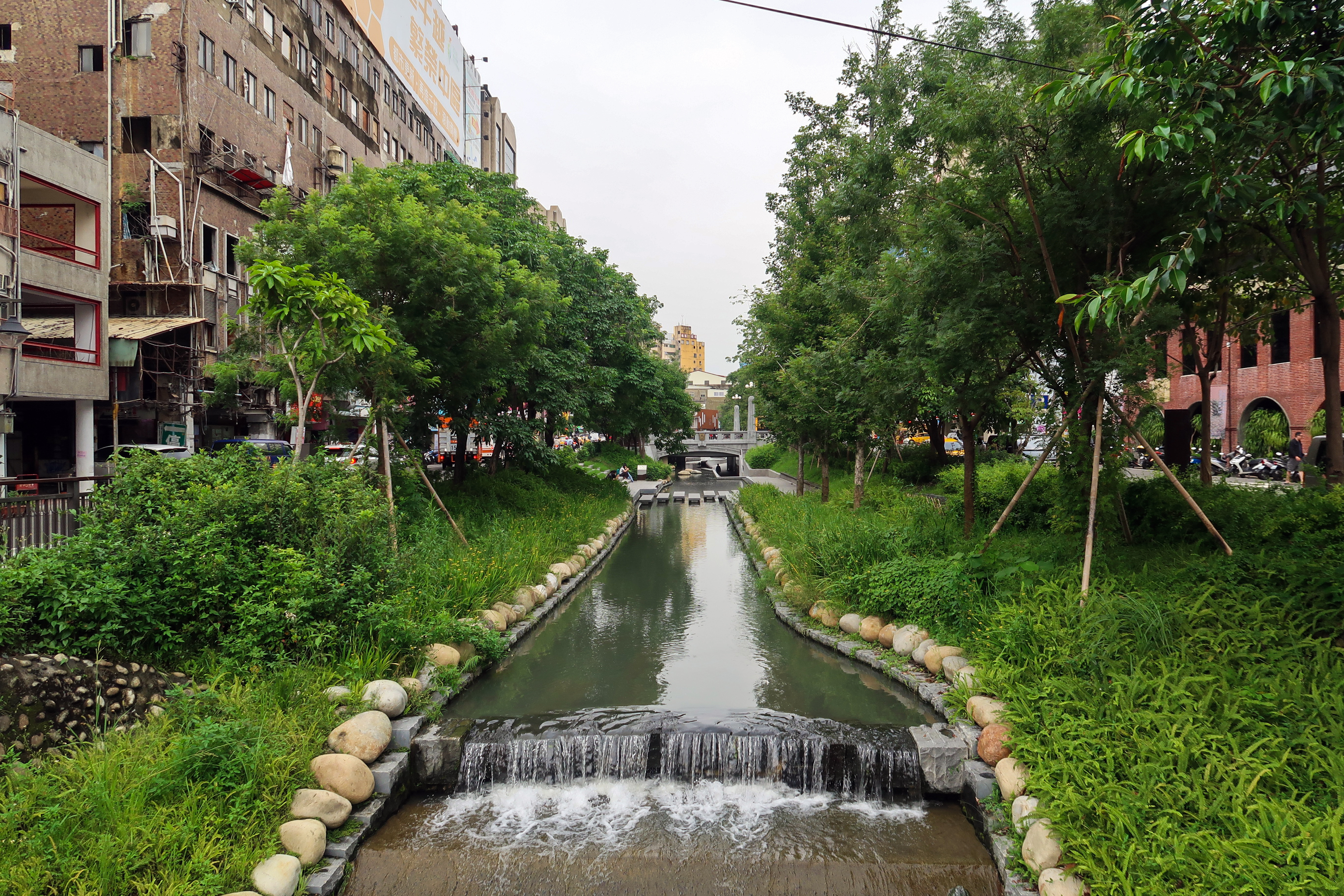
活化後的綠川中區段（2019年）

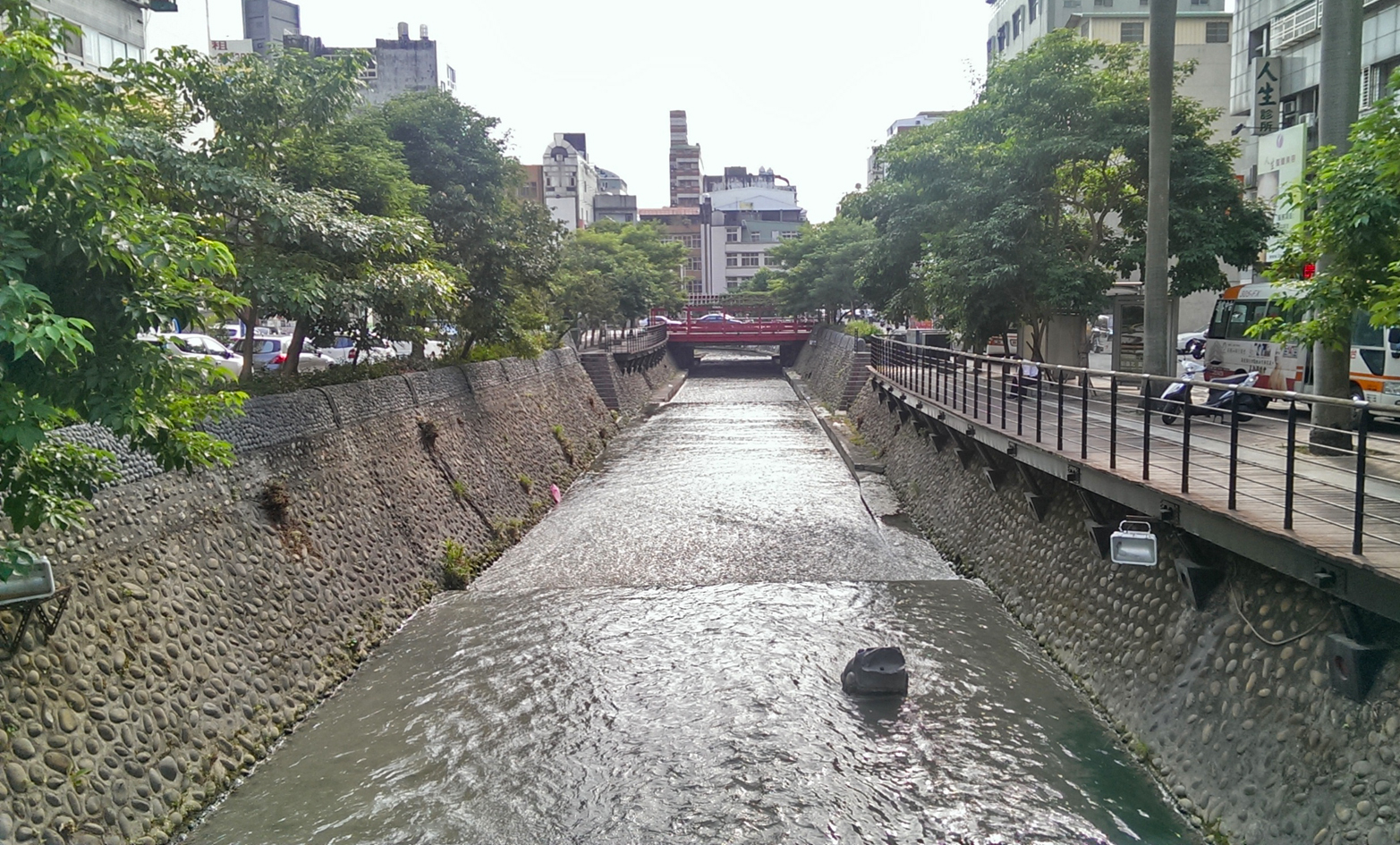
活化前的綠川中區段（2013年）

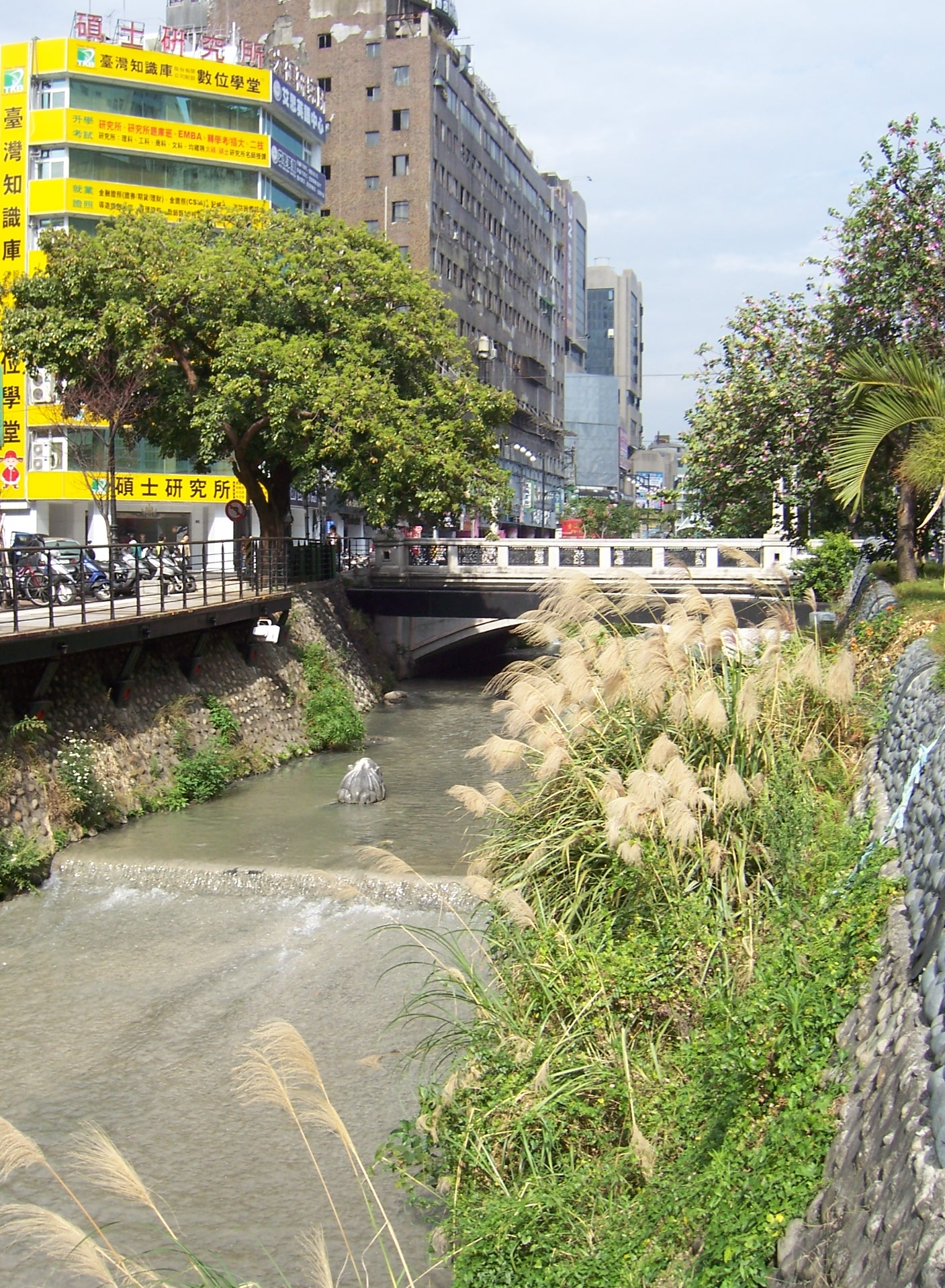
綠川中區段（2008年）

綠川於日治時期明治36年（1903年）依明治34年（1901年）之市區改正圖進行整治，明治38年（1905年）後配合縱貫鐵路施工及臺中驛（今舊臺中車站）的設立，再度依明治44年（1911年）公告「台中市街之市區計畫」，保留綠川、柳川外，其餘各河床、窪地皆以填平，其跨越綠川各橋樑於此一同改建，並進行河道截灣取直呈現東北－西南流向之今貌，自東北方依序流經臺中市新高町、干城町、綠川町五至一丁目、壽町一丁目、老松町一至四丁目、敷島町四丁目、木下町、有明町等地區。
此河川從原本的無名溪流到後來逐漸被稱為「新盛川」，台灣總督佐久間左馬太在明治45年（1912年）參加臺中神社鎮座祭而巡視新盛溪，因河岸景色綠映青翠而將其命名為「綠川」。日治時期於綠川上的橋樑有旭橋（公園路）、綠橋（光復路）、干城橋（成功路）、櫻橋（臺灣大道）、新盛橋（中山路）、榮橋（民族路）、大正橋（民權路）、壽橋（建國路）、老松橋（後因改道而廢除，位於現今復興路）、日新橋（民生路）、昭和橋（復興路），其中又以干城橋、櫻橋、新盛橋和大正橋經特別設計。

### 戰後
1950年代，國民政府遷台，新移民在綠川、柳川蓋起簡易的吊腳樓，於眷村建成後，移民又將房屋轉賣給從鄉村來到都市的臺籍勞工家庭。因房舍緊鄰河川，不但取水、用水方便，廢棄物也直接排入。便溺物會排進河流中，導致惡臭與不美觀的景象。有鑑於綠川面臨環境上危機，1970年，由攝影記者余如季先生發起《綠川·同心花園》活悠悠自在迴響，因此逐年至今已有美化河岸景觀，並拆除構築於其上的吊腳樓。今日綠川水源地，在北屯區和北區交界處東段，流經北區、東區、中區、西區、南區，於僑泰高中（大里區、烏日區與南區交界）附近匯入舊旱溪。其中自中正路口至精武路口這段河川已不復原貌：如右上圖所示，往北已加蓋為雙十路一段之一部分；往南的綠川東街、綠川西街之間與第一市場前（現今東協廣場），加蓋做為仁友客運之轉運站。
2016年底市府啟動「新盛綠川水岸廊道計畫」，再次改造綠川中游的景貌。
綠川成功整治後，「新盛綠川水岸廊道」獲2018日本優良設計獎，已成為全台最熱門的景點之一。

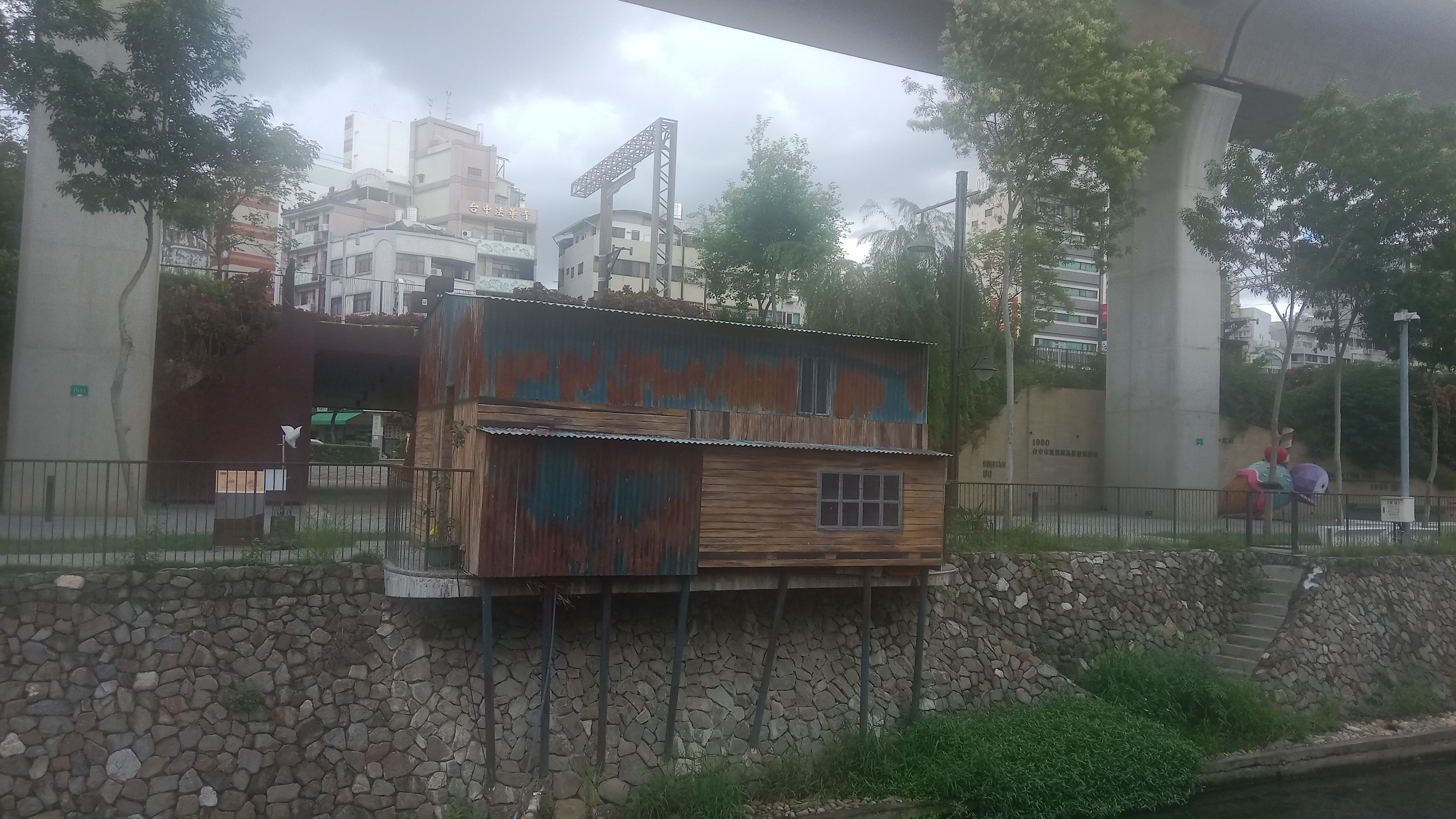
綠川旁的吊腳樓模型

## 水系

### 上游
綠川上游源自北屯圳，於北屯區三光里東山路大汴橋分流後，隨即遭到加蓋而成地下箱涵，往西穿過東山路一段50巷（此處原有「莊敬橋」遺跡），沿東光路892巷與北屯路240巷，至九龍街有一小段河道露出地面，但到北屯路212巷又被加蓋沒入地下。現今綠川在雙十路以北的河道絕大部分已因加蓋成地下箱涵而不復見，但部分箱涵仍可藉由人孔蓋及河道遺跡來追蹤。此外，另有一源頭分流自舊社附近的北屯圳河道，向西南穿越山線鐵路後，向南穿過東山路一段，於北屯路240巷與前述河道匯流綠川地下箱涵穿越北屯路212巷後，大抵沿著三光巷、國強街、自強街向南流，接著向西轉折到穿越北區進德北路。綠川上游箱涵在進德北路43巷-精武路186巷有較明顯的箱涵水溝蓋和彎曲的巷道可供追蹤。雖然此處接近台中水源地，但其與綠川的關係尚未證實。綠川接著沿精武路和雙十路一段地下往西南流，在綠川西街露出地面。今台中公園內的日月湖即綠川河道的殘蹟。

### 中游
綠川於雙十路一段與民權路之間的河道（兩岸街道分別命名為綠川東街和綠川西街），因位於台中市中心區，自日治時代即開始整治與開發周邊地區；又因此段河道鄰近台中車站與自由路商圈、電子街等，成為台中市民與外地遊客對綠川最熟知的河段。自雙十路一段與綠川東、西街路口以下，綠川有明顯可見的河道且加蓋的部份較少。整治前的台中市市中心之綠川水道紛亂，與今日筆直的河道大相逕庭。日治初期對綠川曾有多次整治之規畫，直至明治36年（1903年）始依1901年之市區改正圖正式動工整治。1905年3月下旬，又因配合縱貫線鐵路與台中車站的興建，將綠川周邊低窪沼澤地C予以墊高、填平。

## 橋樑

### 中山綠橋

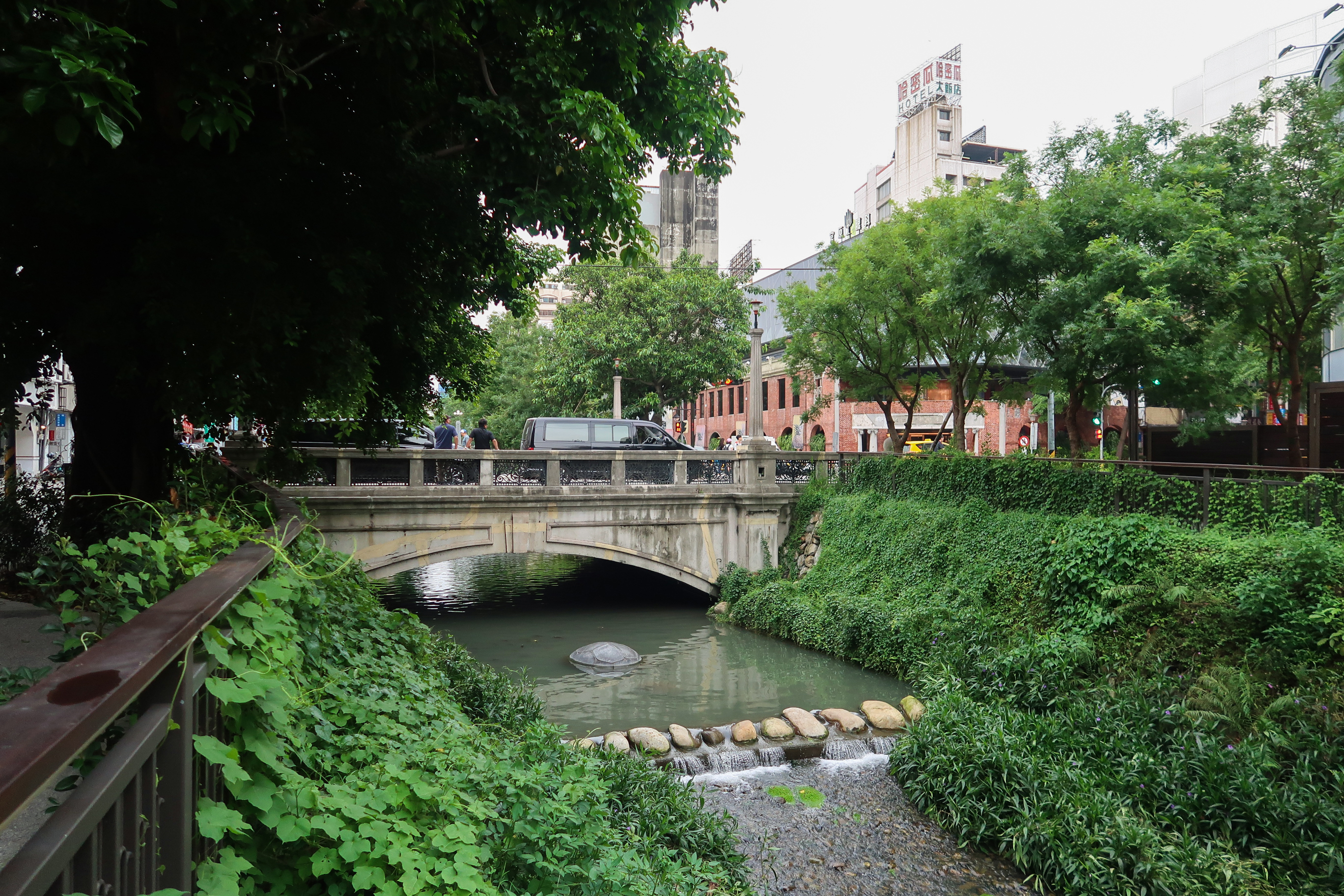
綠川上的歷史建築－中山綠橋

日治時期，日人建造橫跨綠川橋樑－「新盛橋」，位於中山路與綠川東、西街，如今更名中山綠橋，是台中市歷史建築之一。

### 櫻橋

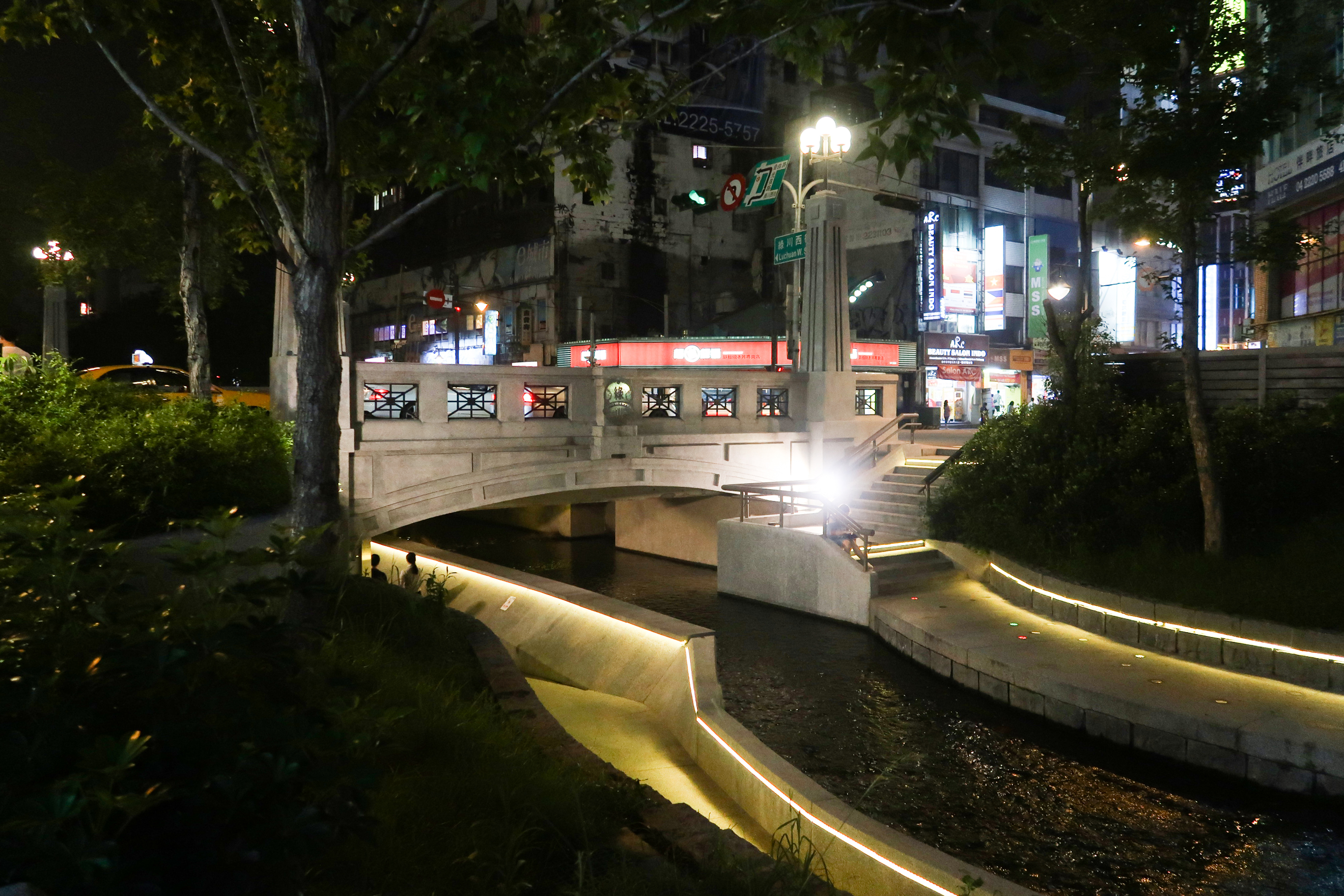
綠川上的櫻橋

櫻橋位在台灣台中市中區台灣大道與綠川東、西街，興建於日治時代大正4年（1915年）。2018年整治綠川時復原舊觀。

## 照片

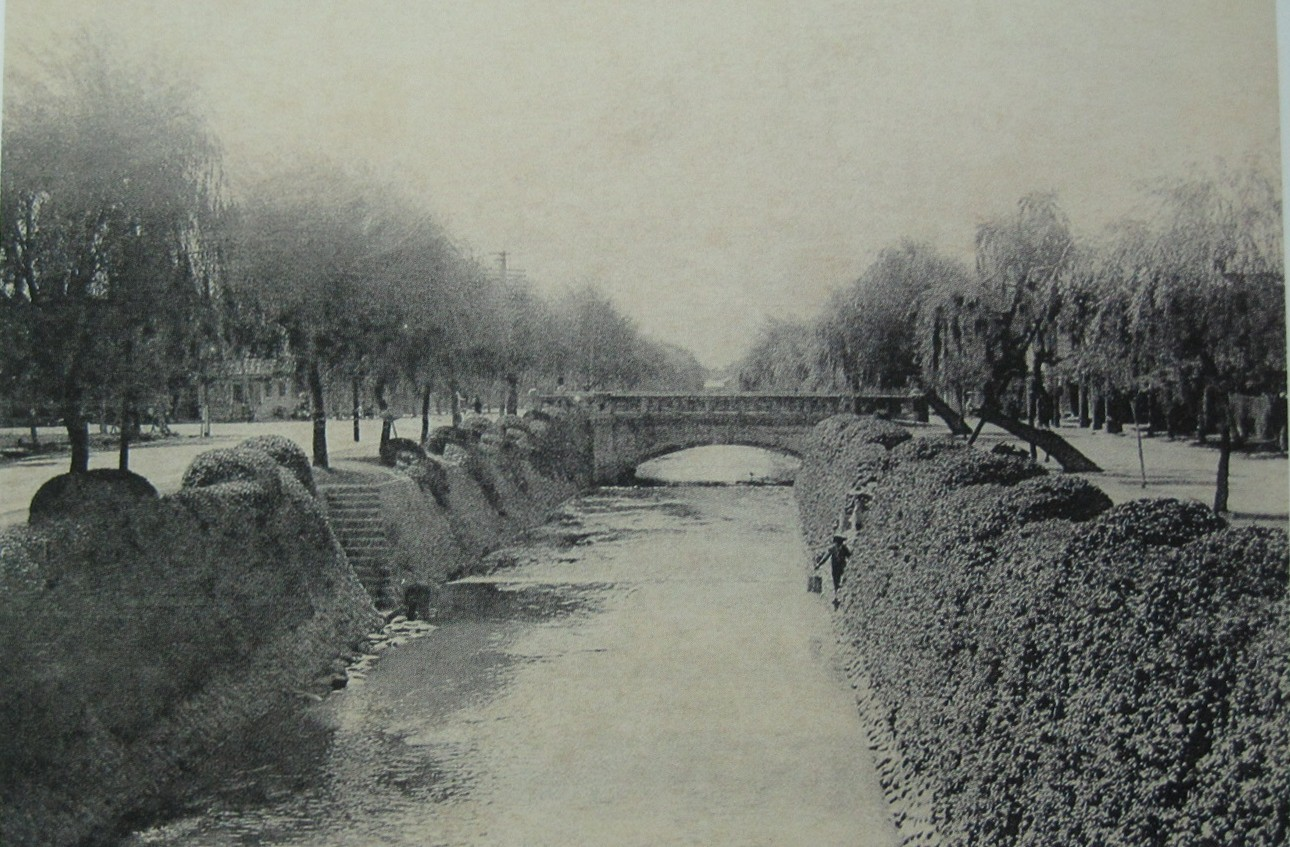
日本時代的綠川
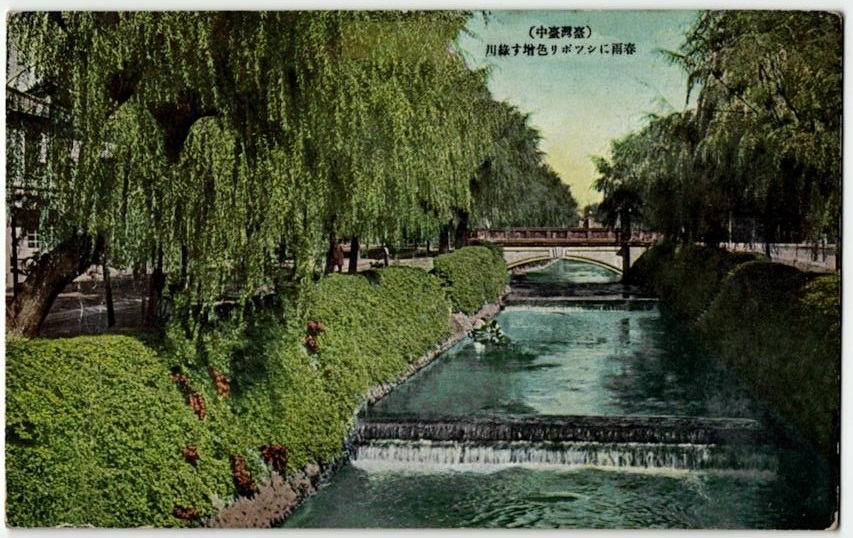
日本時代綠川明信片

## 外部連結
- 印象台中  <建築>
- COMPASS吃喝玩樂大台中 台中舊市中心發現之旅·在台中市中心漫步 何道明 著 邱麗璇 譯 （页面存档备份，存于）

1. ↑  . commons.wikimedia.org. 1939-04-15  [2024-09-16] （中文（臺灣））.